# Нойкамперфен
Нойкамперфен (нім. Neukamperfehn) — громада в Німеччині, розташована в землі Нижня Саксонія. Входить до складу району Лер. Складова частина об'єднання громад Гезель.
Площа — 6,27 км2. Населення становить 1804 ос. (станом на 31 грудня 2021).